# Afande Ready
Imani Mugisho Jackson (né à Bukavu) connu sous le nom de scène Afande Ready, est un chanteur, rappeur, compositeur, interprète, parolier congolais,. En 2020, il fait partie du top 30 des meilleurs rappeurs de la république démocratique du Congo, il a également participé dans plusieurs émissions télévisées congolaise 

## Discographie

### Albums studio
- 2021 : Mwenye kiti[5],[6]

### Singles
- 2012 : Sapuilo
- 2014 : Natafuta maisha (feat. Djoka Snake)
- 2016 : Taux mbaya (feat. Bb Beaugard )
- 2017 : Unaumiya wapi (feat. Epa Enpaya et Raïssa)
- 2018 : Baby enpire
- 2018 : Ni wakati (feat. Malu NCB)
- 2020 : Ojage wayama (feat. Ally Sol et Pire Maeuro)
- 2021: Wana mu zomeya
- 2021 : Chérie
- 2021 : Afande akoti
- 2021 : Yesu
- 2021 : Sigara
- 2021 : Wanadai (feat. Madame Mury)
- 2022 : Mauno
- 2022 : Kamata bisous (feat. Turna-boy)
- 2022 : Usi ni juge (feat. Muhima Negro)
- 2022 : Ngoma (feat. Arback Le Cadre)
- 2022 : Wako na sema (feat. Ephrem B)
- 2022 : Boss ni boss
- 2022:  Bingwa  ( Feat. Ruphin Wang B)
- 2023 : Kwa wale
- 2023 : Ndoto
- 2023 : Madawa (feat. Dan Key)
- 2023 : Tuta fika kwa miguu